# Una sera c'incontrammo
Una sera c'incontrammo è un film del 1975 diretto da Piero Schivazappa, tratto dal romanzo Amare significa... di Italo Terzoli ed Enrico Vaime.

## Trama
Milano. Odeon Prandoni è un operaio; un giorno si imbatte casualmente in una donna corpulenta, Minnie Bennett. Minnie è la figlia di un ricco industriale statunitense che si trova in Italia per affari e quando vede Odeon si innamora di lui a prima vista. Tra lieti incontri galanti e litigi per incomprensioni dovute soprattutto alla loro differenza di ceto sociale, l'iniziale conoscenza passa all'affettuosa amicizia.
Odeon tuttavia non riesce a dimenticare il problema che sta alla base delle loro divergenze e quindi quando durante una visita di cortesia ai genitori di lei subisce un'umiliazione nel suo amor proprio, respinge per l'ennesima volta i sentimenti d'amore di Minnie. Nonostante Odeon venga più volte consigliato dall'amico Aniello Capuozzo ad acconsentire all'amore di Minnie per il notevole vantaggio economico che ne trarrebbe, lui rifiuta, non volendo approfittare dei soldi della ragazza.
Un'altra donna si contrappone a Minnie nei pensieri di Odeon: Rosa Petruccelli, che per un breve arco di tempo Odeon ritiene più adatta a diventare la sua compagna. Una sera però le due donne arrivano ad azzuffarsi per Odeon: stufo della situazione, Odeon finisce per barricarsi in casa, dove una notte si ubriaca. Aniello, credendolo un tentativo di suicidio, fa intervenire i pompieri e Odeon viene trasportato in ospedale. Minnie insiste nel suo intento, tentando di convincere Odeon a farsi sposare ma senza risultati. Odeon col trascorrere del tempo, capisce che se non acconsentirà alle nozze gli sarà impossibile uscire dall'ospedale dove viene tenuto in pratica prigioniero; così cede al volere di Minnie.
Un anno dopo l'uomo è ancora un modesto operaio e con un figlio a carico, avuto dall'unione con Minnie che però lo ha abbandonato. La donna si ricorda di lui inviandogli delle lettere e delle cartoline dai luoghi in cui si trova viaggiando.

## Produzione
La residenza in Italia della famiglia di Minnie è la tenuta di Trenzanesio proprietà Invernizzi (Tra Vignate e Rodano - Milano) dotata di un immenso parco. L'edificio è invece la villa reale di Milano.

## Colonna sonora
Nel film, oltre alla colonna sonora originale di Gianni Ferrio, si ascoltano i seguenti brani:
- La prima cosa bella, di Mogol e Nicola Di Bari;
- Son la mondina (son la sfruttata) di Pietro Besate;
- Amare significa..., di Johnny Dorelli, Italo Terzoli e Enrico Vaime, interpretato da Minnie (Angiolina Quinterno).